# Дамниця (гміна)
Гміна Дамниця (пол. Gmina Damnica) — сільська гміна у північній Польщі. Належить до Слупського повіту Поморського воєводства.
Станом на 31 грудня 2011 у гміні проживало 6293 особи.

## Територія
Згідно з даними за 2007 рік площа гміни становила 167.81 км², у тому числі:
- орні землі: 64.00%
- ліси: 29.00%

Таким чином, площа гміни становить 7.28% площі повіту.

## Населення
Станом на 31 грудня 2011:
| Опис     | Загалом | Загалом | Чоловіки | Чоловіки | Жінки | Жінки |
| -------- | ------- | ------- | -------- | -------- | ----- | ----- |
| одиниця  | осіб    | %       | осіб     | %        | осіб  | %     |
| все      | 6293    | 100     | 3203     | 50.90    | 3090  | 49.10 |
| міське   | 0       | 100     | 0        |          | 0     |       |
| сільське | 6293    | 100     | 3203     | 50.90    | 3090  | 49.10 |

## Сусідні гміни
Гміна Дамниця межує з такими гмінами: Ґлувчице, Дембниця-Кашубська, Потенґово, Слупськ.